# 変形立方体
変形立方体（へんけいりっぽうたい、英: snub cube、ねじれ立方体、ねじり立方体）または変形立方八面体（英: snub cuboctahedron）とは、半正多面体の一種であり、正六面体の面をねじり、間に正三角形を入れたような立体である。カイラルであり、ねじる方向により違いが現れる。正八面体の面をねじる事によっても同じ図形を作ることができる。

## 性質
- 表面積: {\displaystyle (8{\sqrt {3}}+6)a^{2}}
- 外接球半径: 一辺を2とすると約2.687426747
- 捩り角: 16.4675604003863

## 近縁な立体

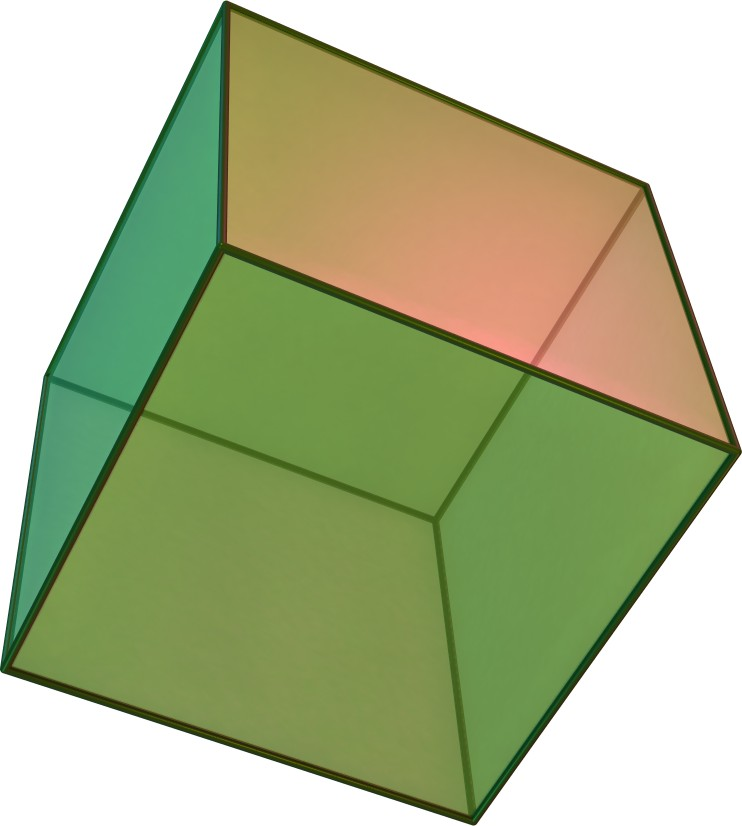
正六面体 {4, 3} （ベースとなる形1-1）
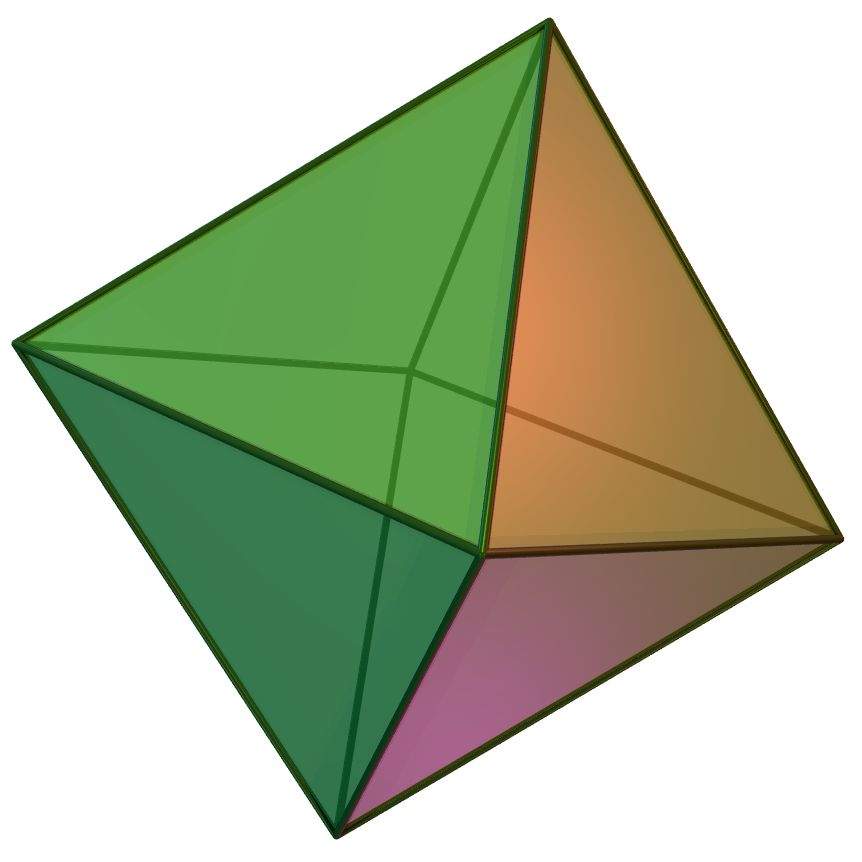
正八面体 {3, 4} （ベースとなる形1-2）
立方八面体 r{4, 3} （ベースとなる形2）
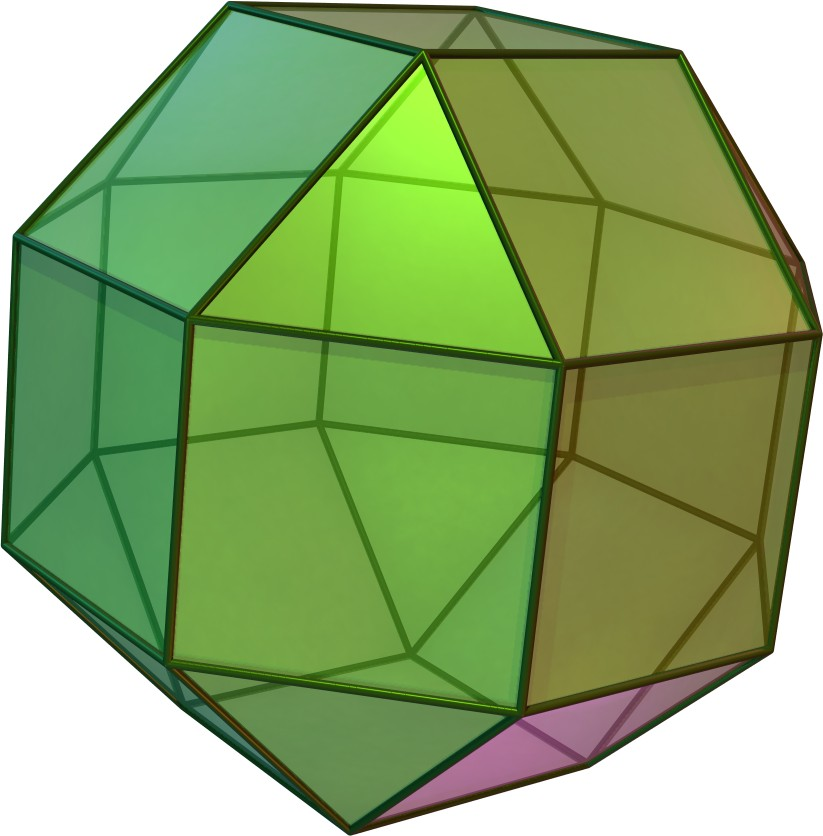
斜方立方八面体 rr{4, 3} （変形面を正方形に置き換える）
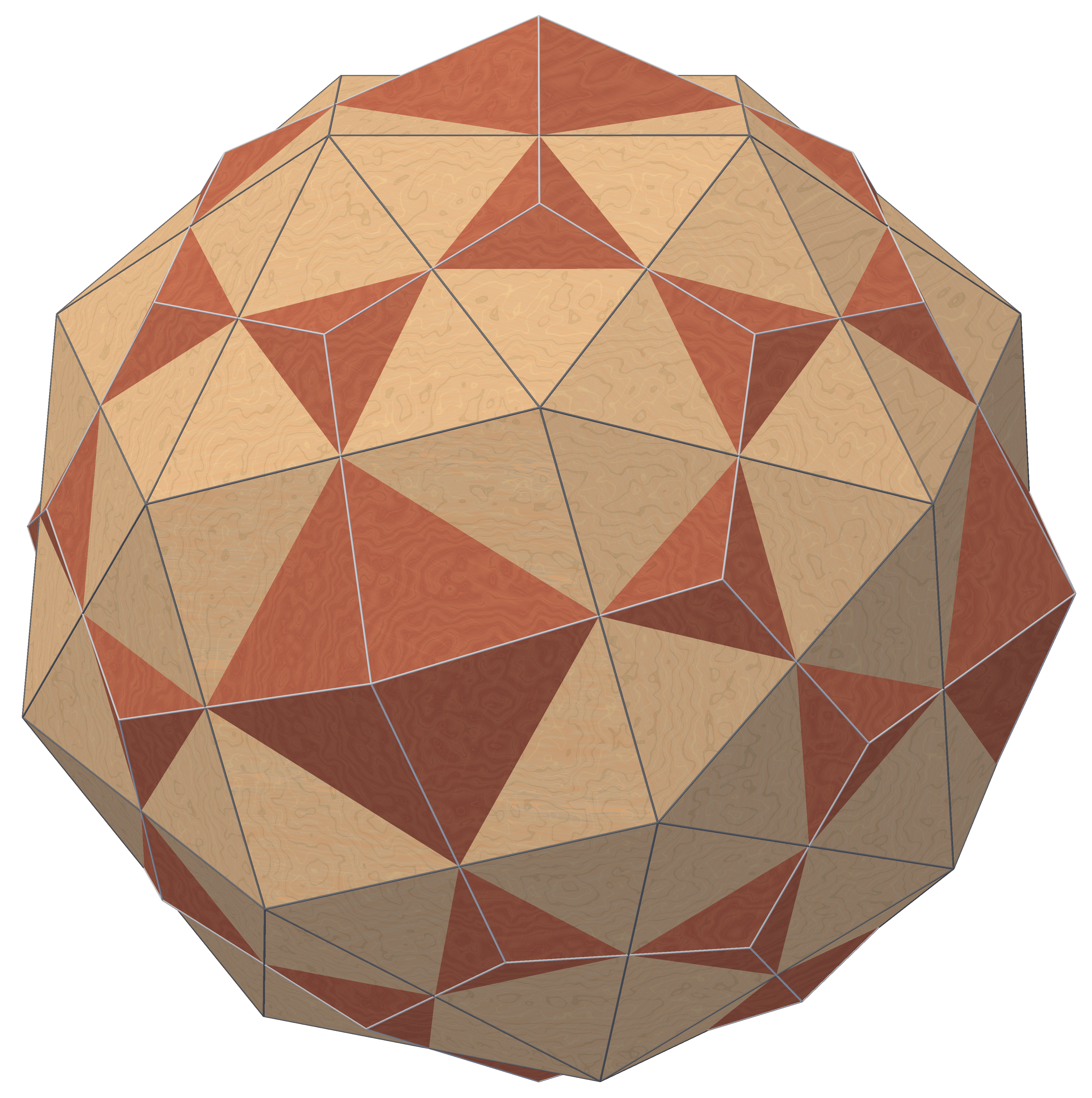
変形立方体と五角二十四面体による複合多面体